# 충청남도 수산자원연구소
충청남도 수산자원연구소(忠淸南道 水産資原硏究所)는 충청남도의 수산기술발전과 어촌진흥 등의 사무를 관장하기 위하여 충청남도청 산하에 설치된 사업소이다.
연구소장은 지방기술서기관, 지방해양수산연구관 또는 지방어촌지도관으로 보한다.

## 연혁
- 1987년 12월 8일: 충청남도내수면개발시험장 설치
- 2006년 4월 20일: 충청남도수산연구소로 변경
- 2017년 1월 1일: 충청남도수산자원연구소로 변경, 충청남도수산관리소 통합

## 조직
소장
- 연구개발과
- 기술보급과
- 민물고기센터
- 수산물안전성센터
- 태안사무소